# Équipe de Russie féminine de football
Cet article traite de l'équipe féminine. Pour l'équipe masculine, voir Équipe de Russie de football
Maillots
L'équipe de Russie féminine de football est la sélection nationale représentant la Russie dans les compétitions internationales de football féminin. Elle est sous l'égide de la Fédération de Russie de football.

## Liste des sélectionneurs
- 1989-1994 : Oleg Lapchine
- 1994-2008 : Iouri Bystritskiy
- 2008-2011 : Igor Chalimov
- 2011 : Vera Pauw
- 2011-2012 : Farid Benstiti
- 2012-2015 : Sergei Lavrentyev
- 2015-2020 : Elena Fomina
- 2021- : Iouri Krasnojan

## Classement FIFA
| Année              | 2003 | 2004 | 2005 | 2006 | 2007 | 2008 | 2009 | 2010 | 2011 | 2012 | 2013 | 2014 | 2015 | 2016 | 2017 | 2018 | 2019 | 2020 | 2021 | 2022 | 2023 | 2024 |
| ------------------ | ---- | ---- | ---- | ---- | ---- | ---- | ---- | ---- | ---- | ---- | ---- | ---- | ---- | ---- | ---- | ---- | ---- | ---- | ---- | ---- | ---- | ---- |
| Classement mondial | 12   | 12   | 14   | 14   | 15   | 15   | 15   | 20   | 19   | 20   | 21   | 21   | 22   | 23   | 25   | 25   | 24   | 23   | 25   | 26   | 26   | 27   |
| Classement Uefa    | 7    | 7    | 8    | 8    | 8    | 8    | 8    | 12   | 11   | 12   | 12   | 12   | 13   | 13   | 15   | 16   | 15   | 15   | 16   | 17   | 17   | 18   |

## Palmarès

### Parcours enCoupe du monde
- 1991 : Non inscrite
- 1995 : Non qualifiée
- 1999 : Quart de finale
- 2003 : Quart de finale
- 2007 : Non qualifiée
- 2011 : Non qualifiée
- 2015 : Non qualifiée
- 2019 : Non qualifiée
- 2023 : Disqualifiée
- 2027 : Bannie
- 2031 : À venir
- 2035 : À venir

### Parcours enChampionnat d'Europe
- 1991 : Non inscrite
- 1993 : Tour préliminaire (quart de finale)
- 1995 : Tour préliminaire (quart de finale)
- 1997 : 1er tour
- 2001 : 1er tour
- 2005 : Non qualifiée
- 2009 : 1er tour
- 2013 : 1er tour
- 2017 : 1er tour
- 2022 : Disqualifiée[2]
- 2025 : Bannie

## Articles liés
- Genèse du football féminin